# Zisterzienserinnenkloster Aftholderbach
Das Zisterzienserinnenkloster Aftholderbach (auch: Affolderbach oder Affolterbach) war von 1222 bis 1544 ein Kloster der Zisterzienserinnen in Miehlen bei Nastätten, Rhein-Lahn-Kreis, in Rheinland-Pfalz. 

## Geschichte
Graf Rupert IV. von Nassau stiftete 1222 das Nonnenkloster Hortus floridus am Ort Affolterbach („Apfelbaumbach“). 1544 wurde der Konvent in das Benediktinerinnenkloster Walsdorf im heutigen Idstein inkorporiert. Es sind keine direkten Reste vorhanden, jedoch trägt am Ort ein Gutshof den Namen Aftholderbach. Die Gebäude gehören zur Denkmalzone Aftholderbach.